# Robert Guiskard, Herzog der Normänner
Robert Guiskard. Herzog der Normänner ist ein dramatisches Fragment von Heinrich von Kleist von 1808.

## Thema und Inhalt
Robert Guiskard, Heerführer und Herzog der Normannen, hat Italien erfolgreich unterworfen. Seiner Tochter Helena konnte er den Titel einer Kaiserin von Griechenland verschaffen. Er plant nun die Eroberung von Byzanz und strebt, seit seine Tochter Witwe wurde, selbst die Kaiserwürde an. In der Umgebung von Byzanz wütet die Pest und Guiskards Mannen sind der Seuche ausgeliefert. Auch Guiskard selbst ist infiziert, hält seine Ansteckung jedoch geheim, damit er seinen Heldenstatus nicht verliert. Die Erwartungen an ihn sind grenzenlos, er kann sie nicht erfüllen und muss seinem Volk Rede und Antwort stehen.

## Rezeptionsgeschichte
Kleist hat mehrfach versucht, den Stoff zu bewältigen, einige Versionen jedoch im Laufe der Arbeit vernichtet und das Stück letztlich unvollendet hinterlassen.
Einen Teil gab er jedoch zu Lebzeiten im Druck heraus (Der Phöbus).
1951 produzierte der Bayerische Rundfunk nach dieser Vorlage ein ca. 46-minütiges Hörspiel unter der Regie von Walter Ohm, der auch für die Funkbearbeitung zuständig war. Als „Kuriosum“ wurde im Jahr 2011 der Versuch des ostfriesischen Dichters Siegfried Bokelmann von 1959 gewertet, das Drama zu vollenden.